# Rogelio Toledo Orozco
Rogelio Toledo Orozco fue un político mexicano miembro del Partido Revolucionario Institucional. Fue presidente del Partido Revolucionario Institucional en el estado de Colima, así como magistrado en Michoacán. Fue diputado en la XLVIII Legislatura del Congreso de la Unión de México.

## Obras
- Los principios generales del derecho (1953)